# Cornuelle
Pour les articles homonymes, voir Cornue.

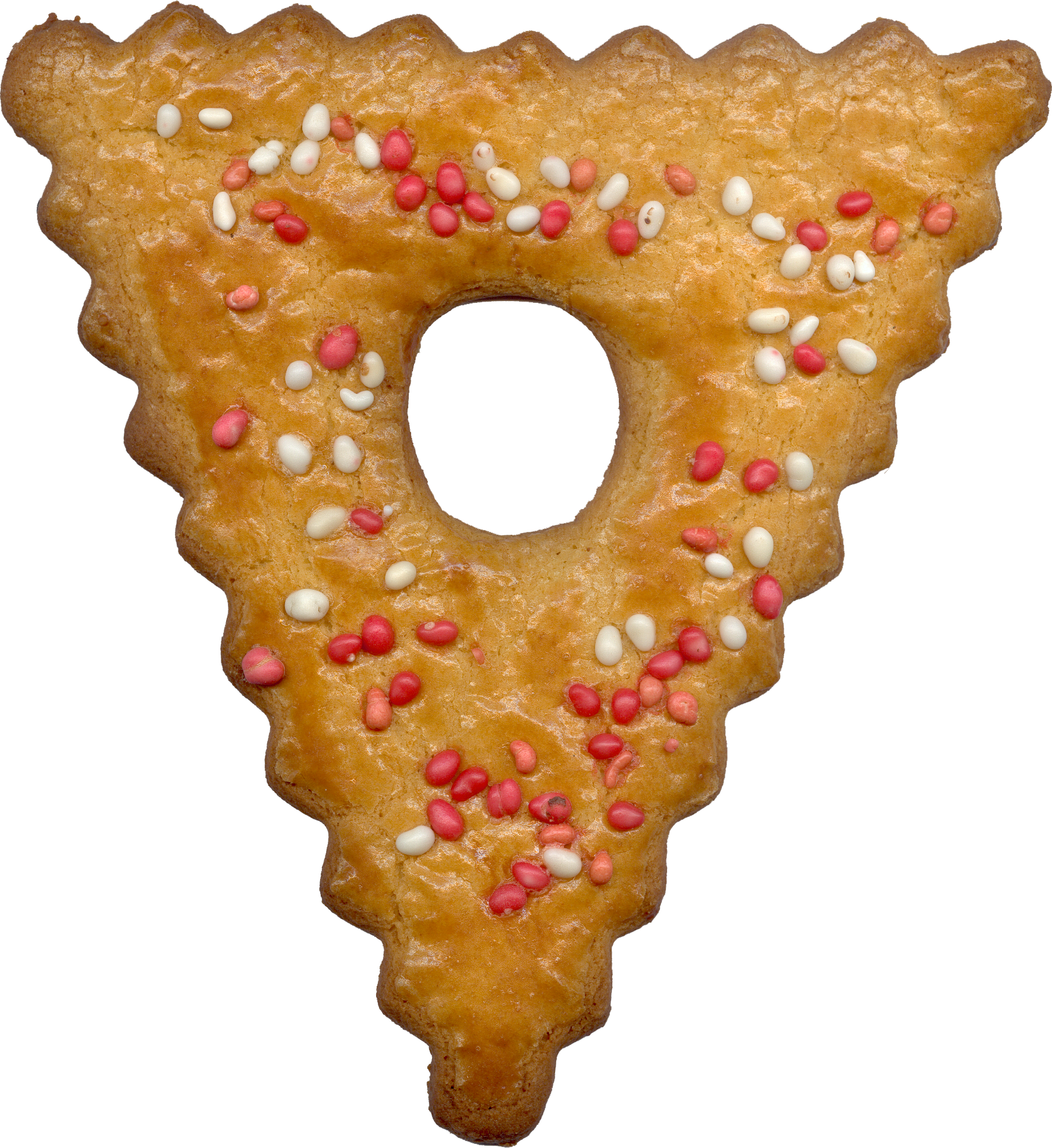
La sobre cornuelle traditionnelle, dans sa version charentaise.

La cornuelle, ou cornue, est une spécialité pâtissière du centre-ouest de la France.
Connue sous différentes formes selon les terroirs (gâteau sec en Charente et dans les Deux-Sèvres, brioche en Limousin ou en Dordogne), elle partage toutefois un nom, ainsi qu'une période de conception et une symbolique liées à la religion catholique.

## La forme
La cornue ou cornuelle, dans ses différentes acceptions, est de forme triangulaire. Ce triangle forme trois cornes, qui donnent vraisemblablement son nom au gâteau.

## Version charentaise

### Description
La cornuelle charentaise est un gâteau plat d'une douzaine de centimètres de largeur. Elle forme un triangle isocèle dont le centre est percé d'un trou et dont les bords sont généralement côtelés. 

### Tradition
La cornuelle se consomme traditionnellement aux alentours du jour des Rameaux, généralement quinze jours avant et quinze jours après.
Dans le Sud-Ouest de la France, cette fête est traditionnellement associée à la bénédiction des Rameaux. Le trou placé au centre du gâteau permettait d'y glisser un brin de buis béni et les cornuelles étaient souvent vendues à l'entrée de l'église. On ne les trouve plus aujourd'hui que dans les pâtisseries ou dans les supermarchés.
La symbolique de ce biscuit pourrait être rattachée au dogme chrétien (sa forme triangulaire représentant la Sainte-Trinité : le Père, le Fils, le Saint-Esprit) ou aux fêtes païennes et priapiques du printemps  (la forme évoquant alors le sexe et le pubis féminin). Il est ainsi vraisemblable que la tradition religieuse ait repris une tradition païenne liée à la fécondité.

### Origines supposées

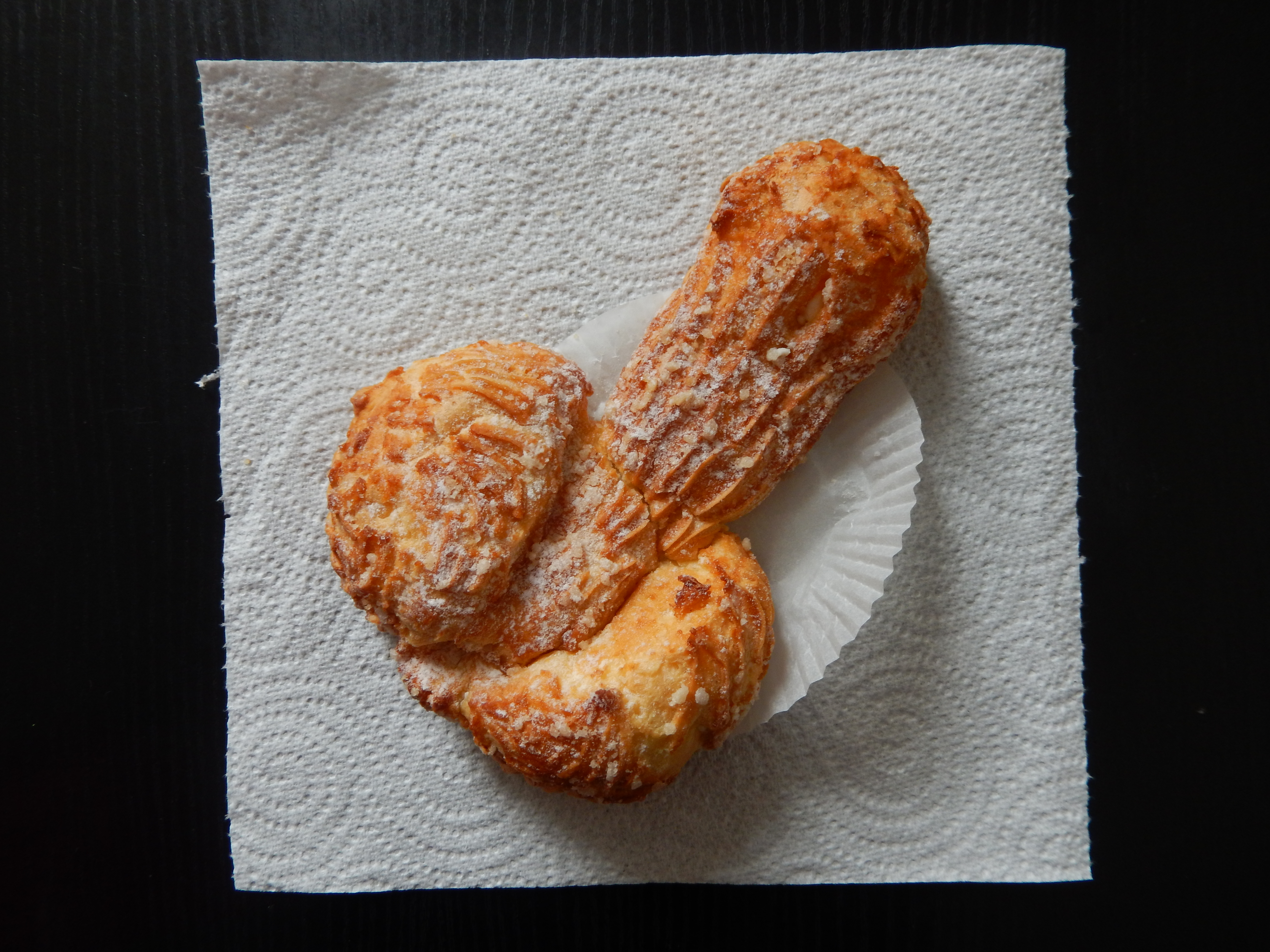
La Pine de Barbezieux, autre gâteau charentais, au symbolisme sexuel.

- Diverses communes se disputent la paternité de ce biscuit, comme Villebois-Lavalette par exemple qui fait remonter l'origine au début du XXe siècle.
- D'autres sources font remonter la cornuelle, au Moyen Âge, aux fêtes païennes, priapiques, du début de printemps.
- Enfin, une autre vieille légende raconte qu'au XVIIIe siècle, l'évêque de Limoges aurait demandé aux pâtissiers de moraliser leur gâteau des Rameaux. Celui-ci ressemblait en effet à un sexe masculin (un gâteau nommé pine subsiste toujours en Charente...). Ils auraient alors simplement gardé la forme triangulaire préexistante, prétextant une symbolique en rapport avec la Sainte-Trinité.

Quoi qu'il en soit, de nombreux boulangers et pâtissiers charentais proposent toujours tant la cornuelle triangulaire à symbolique féminine que la "pine", choux à la crème pâtissière représentant un sexe masculin avec ses attributs.

## Version limousine

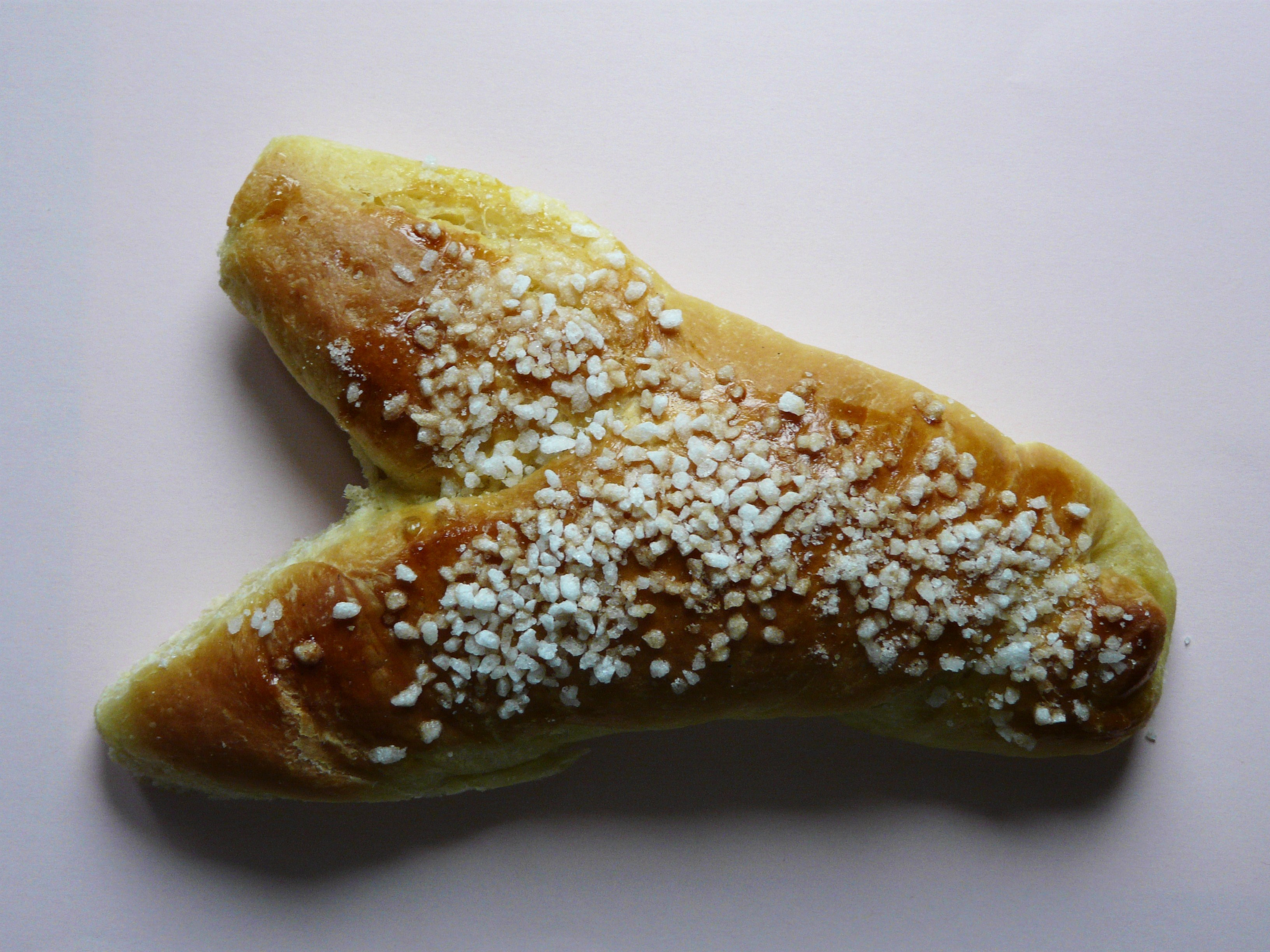
Cornue telle qu'on la trouve en Dordogne ou en Haute-Vienne.

En Limousin, la cornue est un pain au lait brioché sucré, dont la taille peut aller de 15  à   80 cm. Un côté du pain porte des cornes. 

### Tradition
La symbolique chrétienne est celle de la Sainte-Trinité.

## Composition
La cornuelle étant un gâteau de Carême, sa composition traditionnelle est assez sobre : c'est plus un biscuit qu'un dessert. Elle est faite de pâte sablée, badigeonnée de jaune d'œuf pour lui donner un aspect brillant et doré, et agrémentée de grains d'anis disposés aux trois angles. Depuis plusieurs décennies, les grains d'anis ont été remplacés par des petits bonbons à l'anis, roses ou blancs.
Pour attirer le client, d'autres formes sont apparues, à base de pâte feuilletée ou de pâte à choux  :
- Cornuelle fourrée à la crème chantilly
- Cornuelle fourrée à la crème mousseline, à la vanille, au citron ou encore à la fleur d'oranger, ce dernier étant prisé dans la région charentaise.
- Cornuelle fourrée à la crème pâtissière

Dans certaines villes, on trouve des variantes qui sont traditionnelles localement, par exemple la cornuelle de Chizé, faite de pâte à fouace.